# Miguel Ángel Aguilar Miranda
Miguel Ángel Aguilar Miranda (Quito, 5 de abril de 1939-Quito, 1 de abril de 2025) fue un eclesiástico católico ecuatoriano, obispo castrense del Ecuador (2004-2014).

## Biografía
Nació el 5 de abril de 1939, en la ciudad ecuatoriana de Quito. Fue gemelo de una mujer llamada María Elena.
Realizó su formación secundaria en el Seminario Menor de Quito. Luego, ingresó en el Seminario Mayor, donde realizó los estudios eclesiásticos.

### Sacerdocio
Su ordenación sacerdotal fue el 29 de junio de 1965, incardinándose en la arquidiócesis de Quito.
Como sacerdote desempeñó los siguientes ministerios:
- Vicario parroquial en la zona de Santo Domingo de los Colorados.
- Párroco Santa María Magdalena de Calacalí.
- Párroco de San José de Minas.

Fue precursor y en 1971, socio fundador de la Cooperativa de Ahorro y Crédito Alianza Minas.
- Secundus párroco de Cristo Redentor, en Pambachupa.
- Rector del Seminario Menor de Quito.
- Párroco de Nuestra Señora de la Paz (1986-1991).
- Vicario general del Obispado castrense del Ecuador (1990-1991).

### Episcopado
El 11 de abril de 1991, el papa Juan Pablo II lo nombró obispo de Guaranda. Fue consagrado el 4 de mayo del mismo año, en la Basílica del Voto Nacional, a manos del arzobispo Antonio González Zumárraga.
En la Conferencia Episcopal Ecuatoriana, fue miembro de la Comisión Episcopal de Pastoral social, y responsable de los Departamentos de Infancia y Salud, y para el Desarrollo Comunitario. En 1996, responsable del Departamento para la Pastoral de los Santuarios.
El 14 de febrero de 2004, fue nombrado obispo castrense del Ecuador.
En mayo de 2005, pidió a las autoridades fortalecer y consolidar la Constitución y el sistema democrático en el país.
El 18 de junio del 2014, el papa Francisco aceptó su renuncia como obispo castrense del Ecuador, nombrado a su sucesor al mismo tiempo.

### Fallecimiento
Falleció la tarde del 1 de abril de 2025 en Quito, tras una larga enfermedad, a la edad de 85 años.
La capilla ardiente se instaló el día posterior a su fallecimiento en el Camposanto Monteolivo. El funeral tuvo lugar el 3 de abril, en la Basílica del Voto Nacional.